# Naoshima (Insel)
Naoshima (japanisch 直島) ist eine Insel in der japanischen Seto-Inlandsee in der Präfektur Kagawa.

## Geographie

### Lage und Topographie
Naoshima ist die Hauptinsel der Naoshima-Inseln, die aus 27 Inseln bestehen und die Gemeinde Naoshima bilden. Verwaltungstechnisch gehört sie zur Präfektur Kagawa, wird aber stark von der nahegelegenen Präfektur Okayama beeinflusst. Naoshima hat eine Fläche von 7,8 km² bei einem Umfang von 27,8 km. Die höchste Erhebung ist der Jizōyama mit einer Höhe von 122,9 m. Weitere Berge sind der Kyōnoyama (京ノ山) im Süden mit 106 m und der Himetomariyama (姫泊山) im Südosten mit 101 m sowie nördlich der Chikiri-hō (チキリ峰) mit 119 m und der Kazatoyama (風戸山) mit 117 m.
Die Insel liegt innerhalb des 1934 ausgewiesenen Setonaikai-Nationalparks.

### Demographie
Im Jahr 2020 betrug die Einwohnerzahl 3103 und war damit stark rückläufig gegenüber einer Zahl von 4079 Einwohnern im Jahr 1995.
| Jahr          | 1995 | 2000 | 2005 | 2010 | 2015 | 2020 |
| ------------- | ---- | ---- | ---- | ---- | ---- | ---- |
| Einwohnerzahl | 4079 | 3636 | 3476 | 3277 | 3139 | 3103 |

## Kunst der Moderne

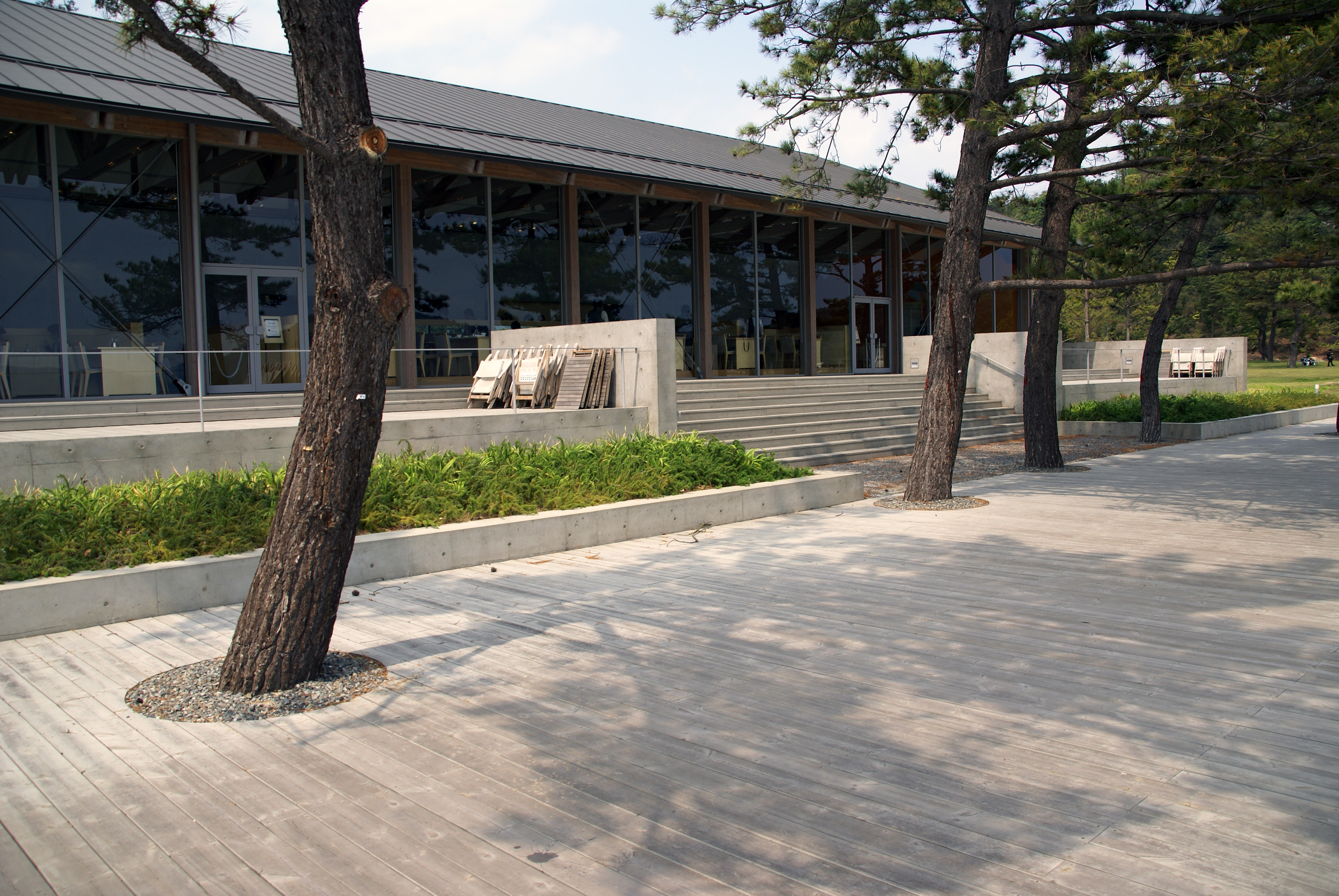
Benesse House Museum (Eingang)

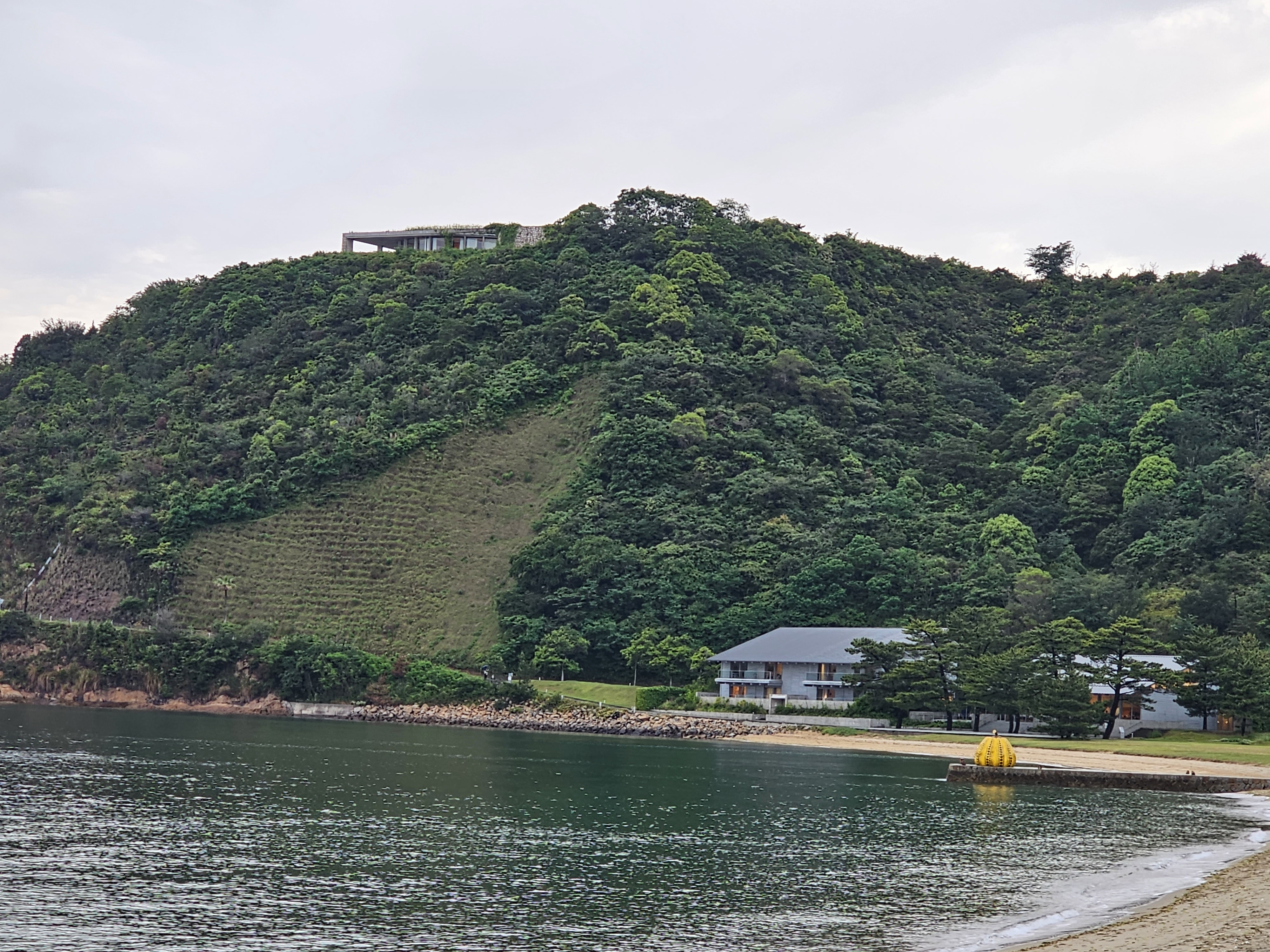
Benesse House Museum auf dem Berg (vom Meer aus)

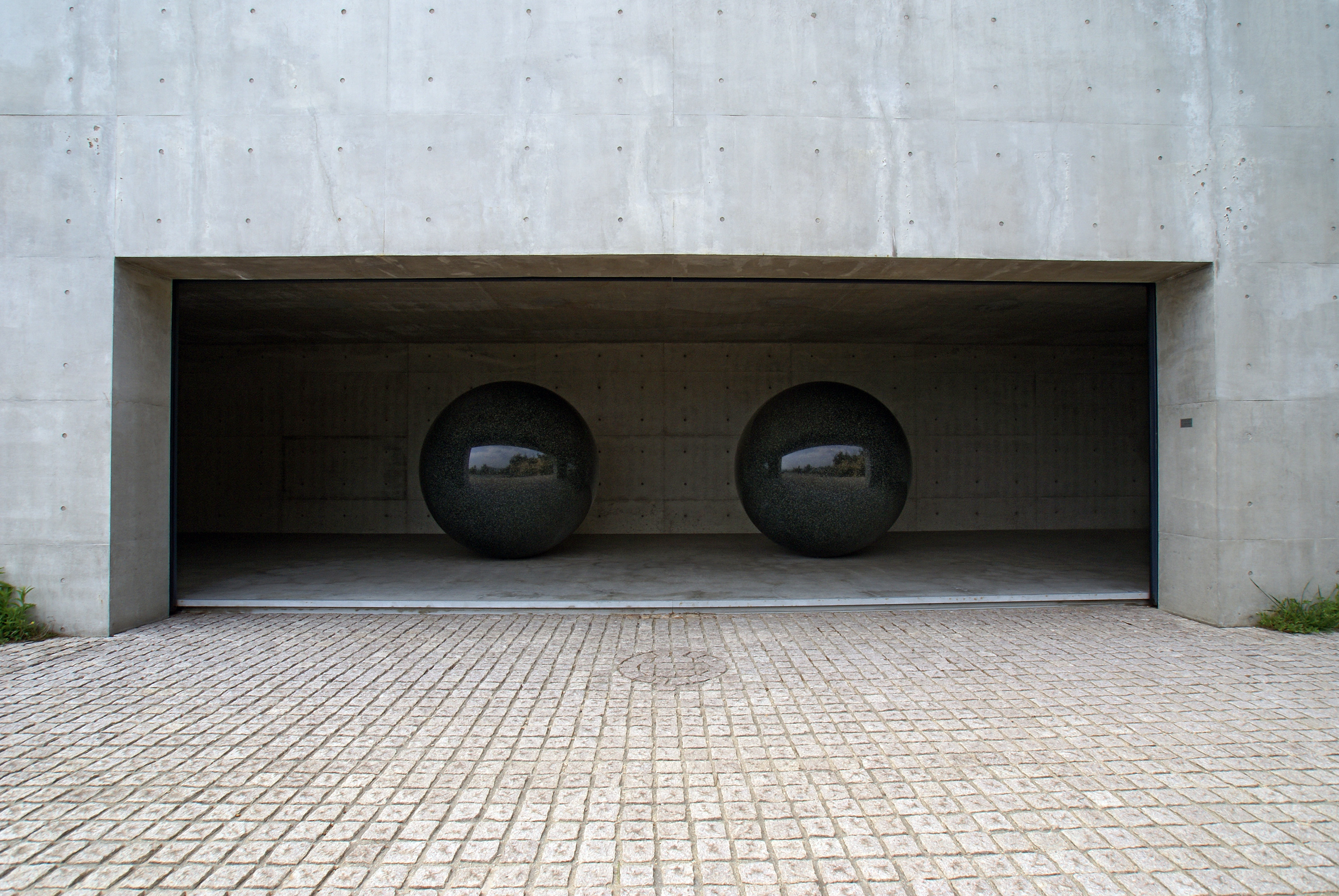
Benesse House Museum, Walter De Maria: Skulptur Seen/Unseen Known/Unknown

Seit Anfang der 1990er Jahre entwickelte sich Naoshima, organisiert von der Benesse Art Site (bestehend aus den Benesse Holdings und der Fukutake Foundation) zur „Kunstinsel“. Arbeiten von Yayoi Kusama, Karel Appel, Niki de Saint Phalle, Dan Graham, Anthony Caro, George Rickey, Kazuo Katase, Walter De Maria, Hiroshi Sugimoto, Shinrō Ōtake und Cai Guo-Quiang sind an unterschiedlichen Orten im öffentlichen Raum zu sehen und prägen die Insel.
Im konzeptuellen Fokus des Benesse House Museums (eröffnet 1992) steht die Koexistenz von Natur, Architektur und Kunst. Richard Long, Bruce Nauman, Jannis Kounellis, Kan Yasuda, Thomas Ruff und viele andere Künstler haben eigens für Naoshima Kunstwerke geschaffen.
Das Chichu Art Museum befindet sich zum Teil unter der Erde. Es wurde von Tadao Andō entworfen und 2004 fertiggestellt. Ein Raum ist mehreren Malereien von Claude Monet gewidmet. Auch für James Turrell und Walter De Maria gibt es eigens konzipierte Räume.
Die Valley Gallery wurde von Tadao Andō entworfen und wird von Akiko Miki geleitet. Narcissus Garden ist eine monumentale Arbeit Yayoi Kusamas, die sich in- und außerhalb des Gebäudes befindet. Slag Buddha 88 ist eine permanente Installation von Tsuyoshi Ozawa, die neben dem Gelände der Valley Gallery auch andere Orte der Insel bespielt.
Das Ando Museum, (welches von Tadao Ando selbst gestaltet wurde), befindet sich an der Stelle eines etwa 100 Jahre alten, traditionell aus Holz gebauten, zum Teil bewahrten und zum Teil modifizierten Hauses in Honmura. Alt & Neu, Holz & Beton, Licht & Dunkel machen das Besondere aus. Auf Displays zeigt Andō Materialien zur Geschichte Naoshimas. In unmittelbarer Nähe  ermöglicht das Art House Project den Zugang zu unbewohnten traditionellen Häusern, die jetzt Kunstwerken Platz bieten, die auf die Architektur hin konzipiert sind.
Die Hiroshi Sugimoto Gallery bietet einen Einblick in das fotografische Werk, sowie in Design als auch Skulpturen von Sugimoto selbst.
Das Lee Ufan Museum (eröffnet 2004) entstand in Zusammenarbeit von Lee Ufan und Tadao Andō. Verschiedene Räume (z. B. Correspondence Place, Encounter Room, Silence Room, Shadow Room, Meditation Room) wurden kreiert.
Auch die Nachbarinseln Teshima und Inujima sind inzwischen zu Kunststandorten geworden und können von Naoshima aus per Fähre erreicht werden.

## Religiöse Stätten

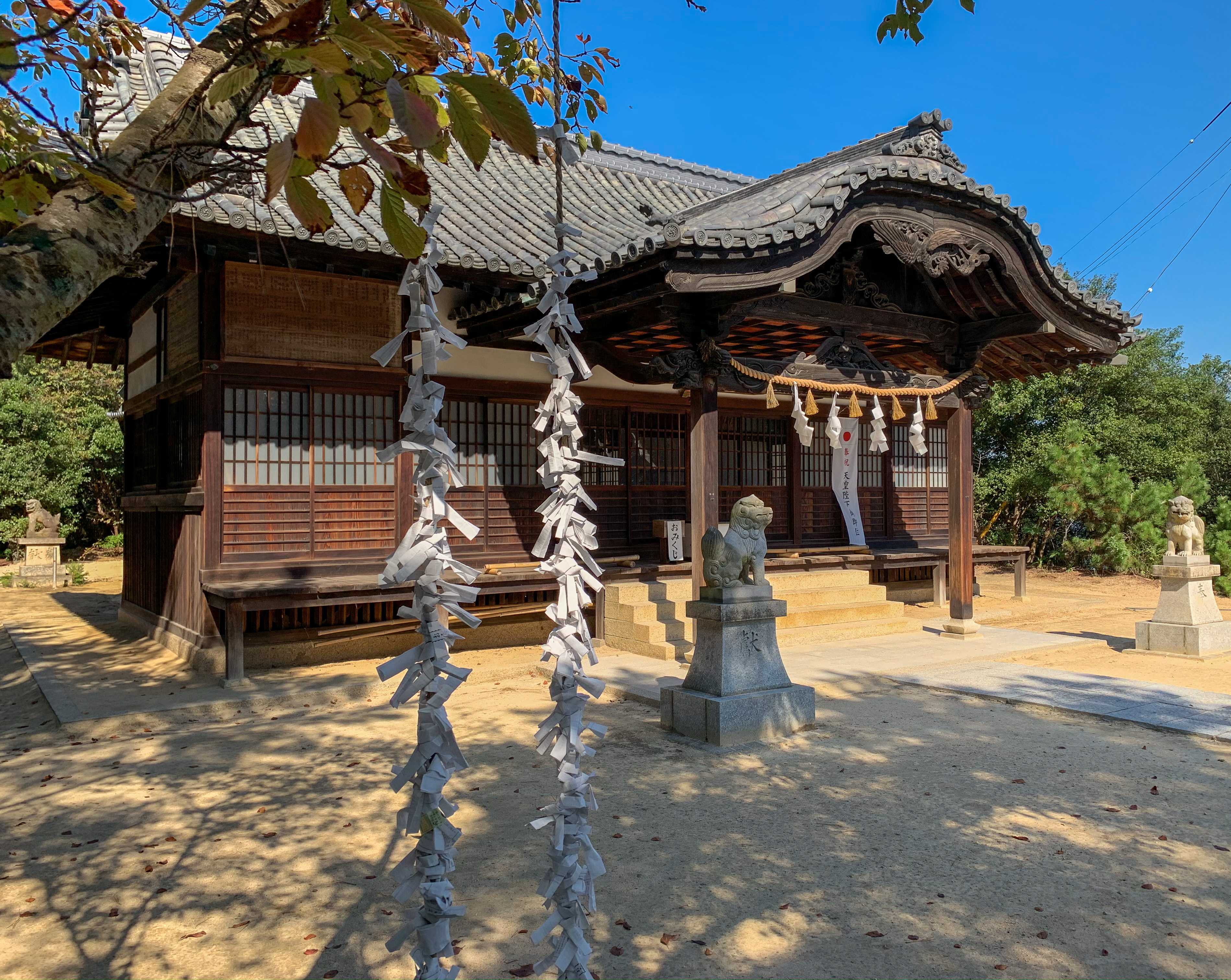
Hachiman-Schrein

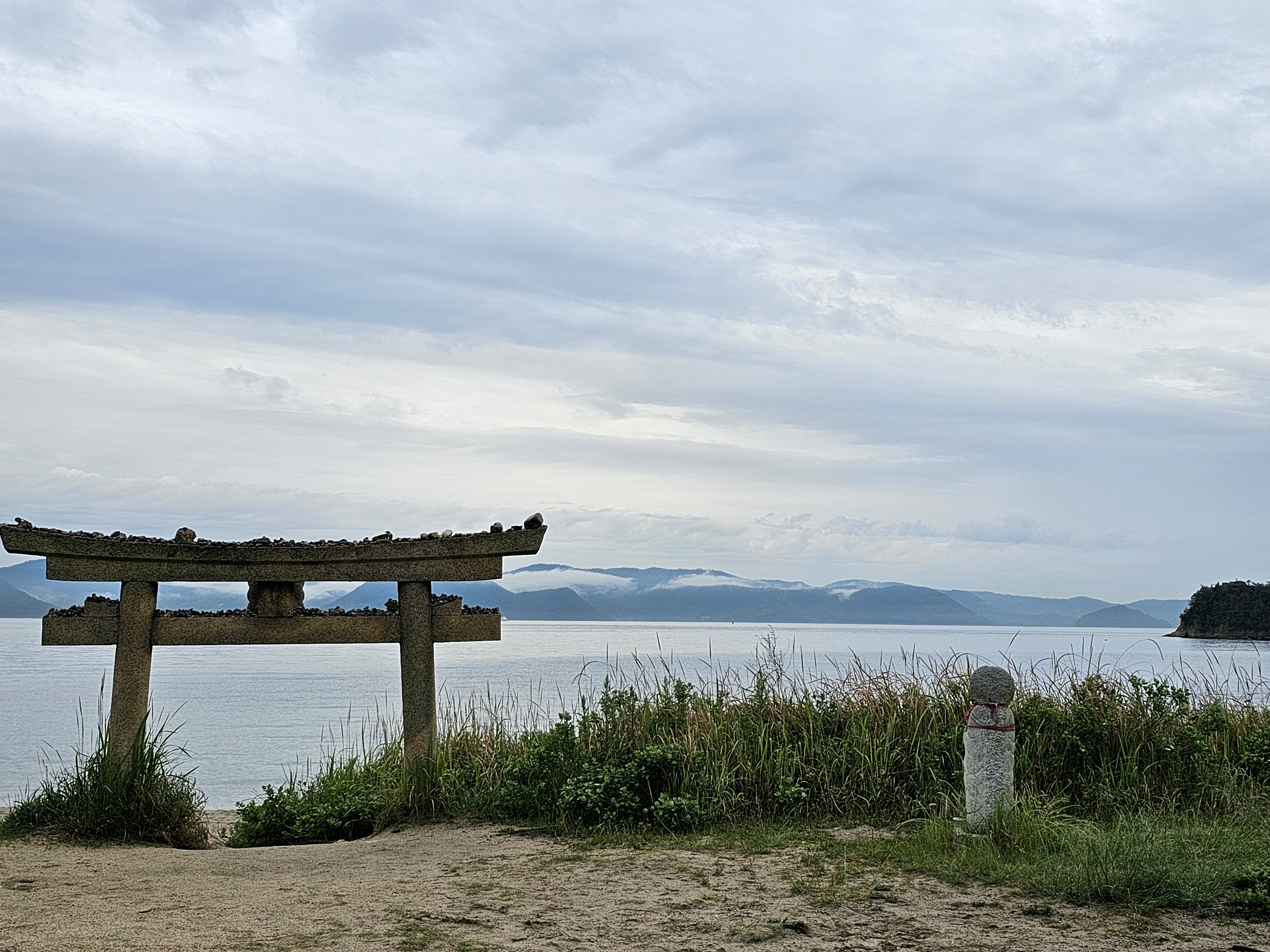
Torii, beim Naoshima International Camp (gegründet 1989)

Die religiösen Stätten der Insel umfassen den buddhistischen Tempel Gokuraku-ji (極楽寺) und den Hachiman-Shintō-Schrein (八幡神社), der von der Präfektur als Kulturgut ausgewiesen ist.

## Wirtschaft
Seit der Antike waren die Salzindustrie und Fischerei für die Insel bedeutend. In der modernen Zeit bildet jedoch, seitdem Mitsubishi Materials 1916 eine Kupferschmelze im Norden der Insel gründete, das dortige Industriegebiet den wirtschaftlichen Schwerpunkt. In der Folge kam es zunächst zu Umweltproblemen durch den Rauch der Industrieanlagen.

## Verkehr
Um die Insel führt die Präfekturstraße 256. Fähren verkehren zwischen Naoshima und dem Hafen von Takamatsu mit einer Stunde Fahrzeit sowie Passagierboote zwischen Naoshima und dem Hafen von Uno in Tamano mit etwa 20 Minuten Fahrzeit.

## Sonstiges
Auf der Südseite der Insel liegt der Naoshima-Angelpark mit einem etwa 40 m langen Angelsteg, schwimmenden Pier sowie Leihausrüstung und Köder für Angler.